# Mateu Morro i Marcé
Mateu Morro i Marcé (Santa Maria del Camí, 1956) és un historiador i polític mallorquí del Partit Socialista de Mallorca.

## Biografia
Es va llicenciar en història a la Universitat de les Illes Balears (1979). S'inicià en la política dins els comitès de curs i el moviment estudiantil des de posicions nacionalistes i d'esquerra. Posteriorment va formar part dels Cercles Obrers Comunistes (1973) i de l'Organització d'Esquerra Comunista (OEC), de la qual va esser secretari general a les Illes Balears (1975-77). El 1978 s'integrà al Partit Socialista de Mallorca (PSM) i, el 1979, es va incorporar a la seva executiva. Aquell mateix any va ser elegit regidor per Santa Maria del Camí dins la Candidatura Independent del Poble. El 1985 va esser nomenat secretari general del PSM, càrrec en el qual va ser ratificat en 1988, 1990, 1992, 1994, 1998, 2000 i 2002. Va esser candidat pel PSM en les eleccions generals de 1986 i de 1989, i en les europees de 1987 i 1989.
En les eleccions al Parlament de les Illes Balears de 1991, va ser elegit diputat i va esser portaveu del grup parlamentari PSM-Entesa de l'Esquerra de Menorca. El 1992 va renunciar a l'escó. El 1995 va tornar a ser elegit diputat i va esser nomenat president de la Comissió de Serveis Generals i Recursos Humans del Consell Insular de Mallorca. El 1996 va tornar a renunciar a l'escó. Ha estat batlle de Santa Maria del Camí (des del 1990 al 2001). Entre el 2000 i el 2003 fou conseller d'Agricultura i Pesca del Govern Balear presidit per Francesc Antich, en el que s'anomenà Pacte de Progrés. Succeí el dimitit Joan Mayol, també del PSM. Entre el 2005 i el 2013 va ser coordinador d'Unió de Pagesos de Mallorca. El 2013 fou elegit membre de la comissió executiva de MÉS per Mallorca. El juliol del 2019 fou nomenat Director Gerent del FOGAIBA (Fons de Garantia Agrària i Pesquera de les Illes Balears).

## Obra
- 1983: Guia bibliogràfica de Santa Maria del Camí
- 1985: L'esquerra nacionalista a Mallorca (1900–1936) (juntament amb Sebastià Serra). 1a edició a Institució Francesc de Borja Moll (2021).
- 1988: Llegendes i rondalles santamarieres (juntament amb Josep Capó). 2a edició ampliada el 2007. 3a edició ampliada el 2022.
- 1997: Per Mallorca.
- 2000: Santa Maria del Camí (juntament amb Martí Canyelles Crespí, Miquel Grimalt Gelabert i Gabriel Ordinas Marcé.
- 2005: Pagesos.
- 2010: Muntanyes de Coanegra. 2a edició dins la col·lecció "Magatzem Can Toni" el 2018.
- 2015: Fora botiflers, fora galls! La Guerra de Successió a les Illes Balears[4]
- 2015: Fràgil combat. Miquel Dolç i Dolç. Antologia poètica (juntament amb Miquel Frontera).
- 2017: L'agricultura mallorquina del segle XX (1891-1960).
- 2017: Aferrats a la terra. Història d'una societat pagesa (Santa Maria del Camí, 1890-1936).
- 2018: Les Possessions de Santa Maria del Camí (juntament amb Tomàs Vibot i Gabriel Ordinas)
- 2021: Mateu Reus "Rotget" (1687-1729). El bandolerisme popular a la Mallorca borbònica.
- 2021: Els Norats (1936-1949). Dos antifeixistes a les muntanyes mallorquines.
- 2022: La memòria esborrada. Francesc de Sales Aguiló (1899-1956).